# اتم (ویرایشگر نوشتار)
اتم (به انگلیسی: Atom) یک ویرایش‌گر متن و ویرایش‌گر کد منبع منسوخ شده برای لینوکس، ویندوز و مک است. این ویرایشگر با افزایه هایی که در نود.جی‌.اس نوشته شده‌اند و با گیت (نرم‌افزار) به صورت جاسازی شده توسط گیت‌هاب توسعه داده می‌شود. این نرم‌افزار که آزاد و متن‌باز می‌باشد تحت پروانه ام‌آی‌تی منتشر شده‌است و به عنوان رقیبی برای ای‌مکس، ویم و ویژوال استودیو کد محسوب می‌گردد.
اتم یک نرم‌افزار دسکتاپ است که به وسیله تکنولوژی‌های وب توسعه داده شده‌است. اتم یک نرم‌افزار رایگان است که به وسیله جامعه متن باز نیز حمایت و توسعه پیدا می‌کند.
شرکت مایکروسافت بعد از خرید گیتهاب رسما اعلام کرد که تمایلی به ادامه ی توسعه ی Atom (که یک محیط توسعه یافته شده توسط تیم گیتهاب بود ) ندارد و توسعه ی آنرا تعطیل خواهد کرد تا تمرکز خود را بصورت کامل روی محیط کدنویسی ویژوال استودیو کد (Visual Studio Code)  قرار دهد.